# Werner Jakobs (Fußballspieler, 1962)
Werner Jakobs (* 9. August 1962) ist ein ehemaliger deutscher Fußballspieler. Bei Fortuna Düsseldorf hat der Mittelfeld- und Abwehrspieler von 1983 bis 1987 in der Fußball-Bundesliga 20 Ligaspiele absolviert.

## Werdegang
Der aus der Jugend vom VfR Büttgen entwachsene Jakobs wechselte 1980 in das Amateurteam von Fortuna Düsseldorf. Cheftrainer Willibert Kremer brachte das Talent aus der Verbandsliga Niederrhein erstmals am 13. April 1984 bei einer 0:6-Auswärtsniederlage beim VfB Stuttgart in der Bundesliga zum Einsatz. Der 1,85 m große Jakobs wurde in der 58. Spielminute für Michael Bunte eingewechselt. Zur Saison 1985/86 wurde er, wie auch seine zwei Mannschaftskameraden Sven Demandt und Jörg Schmadtke, aus der Amateurmannschaft in den Lizenzspielerkader der Profis übernommen. Aus dem Profibereich verpflichtete die Fortuna noch Calle Del’Haye und Andreas Keim für die jetzt von Dieter Brei trainierte Bundesligamannschaft von Fortuna Düsseldorf. Jakobs wurde in zehn Ligaspielen eingesetzt und die Fortuna belegte 1985/86 den 14. Rang. In seiner zweiten Bundesligasaison, 1986/87, absolvierte er vom vierten bis einschließlich dem 12. Spieltag neun Ligaspiele in Folge, danach kam er nicht mehr in der Bundesliga zum Einsatz. Mit dem Spiel am 1. November 1986, einer 3:4-Auswärtsniederlage beim 1. FC Nürnberg, endete die Bundesligakarriere von Werner Jakobs. Er lief dabei an der Seite von Mitspielern wie Rudi Kargus, Rudolf Wojtowicz, Manfred Bockenfeld, Josef Weikl, Andreas Kaiser, Ralf Dusend, Dean Thomas, Dirk Krümpelmann, Henrik Ravn Jensen und Sven Demandt auf. Düsseldorf stieg am Rundenende auf dem 17. Platz rangierend in die 2. Liga ab.
In zwei Jahren war er stets als Ergänzungsspieler im Kader geführt worden. Als Stammspieler konnte er sich nicht etablieren. Daher wechselte er 1987 zur SG Union Solingen, mit der er die folgenden zwei Jahre in der 2. Bundesliga spielte. Im Jahr der Meisterschaft und der Bundesligarückkehr von Fortuna Düsseldorf, 1988/89, absolvierte Jakobs für Solingen 23 Ligaspiele, in denen er zwei Tore erzielte, aber den Abstieg in das Amateurlager nicht verhindern konnte. Gegen seinen vorherigen Verein war er in beiden Ligaspielen im Einsatz gewesen: In der Hinrunde erzielte er den 1:0-Siegtreffer gegen die Fortuna und in der Rückrunde war er vor 14.000 Zuschauern auch beim 1:1-Remis in Düsseldorf im Mittelfeld von Solingen im Einsatz gewesen.